# Лейденская академия рисунка
Лейденская академия рисунка (нидерл. Leidse Tekenacademie) — организация, основанная в городе Лейдене, Южная Голландия, в 1694 году местными художниками Виллемом ван Мирисом, Карелом де Мором и Якобом Торенвлитом. Академия просуществовала в этом городе до 1736 года.

## История
Как и в других нидерландских городах XVI—XVII веков, магистрат Лейдена требовал от мастеров-ремесленников, торговцев и художников членства в профессиональных гильдиях с определёнными правилами и уставами, чтобы производить и продавать товары от своего имени и под надзором цеха (гильдии). Судя по всему, в Лейдене не было специальной гильдии художников до 10 марта 1648 года, когда Герард Доу и Абрахам Ламбертc ван ден Темпель подписали хартию и вместе со своими коллегами Габриелем Метсю, Яном Стеном, Йорисом ван Скутеном основали лейденскую Гильдию художников Святого Луки. Ранее местные художники были объединены в мастерской лейденского советника Исаака Николаи. В 1609 году, после смены управления, вызванной осадой Лейдена, Йорис ван Скутен предоставлял городскому совету предложение о создании Гильдии Святого Луки, а затем ещё раз в 1610 году. Но его прошения были отклонены протестантами как «слишком католические».
К концу XVII столетия в Лейдене оказалось три объединения художников: лейденская Гильдия Святого Луки (реформированная в 1694 году), организация, известная как «Искусство соперничает с природой» (лат. Ars Aemula Naturae, созданная в 1799 году, и Академия рисования с вечерними классами для художников, где они могли рисовать с живых моделей.
Гильдии были расформированы во время французской оккупации, поэтому гильдия стала «обществом», а в 1799 году название было изменено на «Ars Aemula Naturae», которое существует до настоящего времени. Члены общества собираются в старом здании на улице Питерскеркграхт, 9 с 1859 года. Здание является памятником архитектуры и содержит несколько редких росписей на плафоне, написанных одним из первых членов гильдии Мартином Заагмоленом. Академия рисунка была закрыта в 1736 году.
Деятельность этих организаций, включая Академию рисунка, связана с так называемой «лейденской школой, или манерой, тонкой живописи» (Leiden fijnschilder manner). Художники «тонкой манеры» возродили технику старых нидерландских мастеров эпохи братьев ван Эйк: их маленькие картины, написанные на деревянных досках или медных пластинах, отличаются исключительной передачей мельчайших деталей, иллюзорностью изображения, сияющими красками и чистыми цветами. Основоположником этой чрезвычайно деликатной и сложной техники стал ученик Рембрандта Герард Доу — живописец, снискавший европейскую известность. В Лейдене он воспитал многих талантливых художников, но особо выделял, называя «принцем среди своих учеников», Франса ван Мириса Старшего, который стал основателем целой династии знаменитых лейденских живописцев. Выдающимися мастерами, работавшими в манере тонкой живописи, были Габриель Метсю, Адриан ван дер Верф, Питер ван Слингеланд.